# Humahuaca jezik
Humaguaca (Humahuaca, Omaguaca), izumrli indijanski jezik i jedna od nekadašnjih 108 južnoameričkih indijanskih jezičnih porodica, koliko su ih 1952. nabrojali Rivet i Loukotka. Porodica Humaguaca obuhvaćala je jezik Indijanaca Omaguaca iz argentinske provincije Jujuy. 
Prema Masonu (1950) srodan je s atacama i diaguita, s kojima je uklopljen u porodicu ataguitan. Zbog nedostatka podataka, suvremeni autori ostavljaju ga neklasificiranog.
Kao plemenske ili dijalektalne podskupine navode se Fiscara, Jujuy, Ocloya, Osa, Purmamarca i Tiliar.